# Lekvattnet
Lekvattnet är en småort i Torsby kommun och kyrkby i Lekvattnets socken.
Ortnamnet skrivs 1649 Lekevatn och avser då den namngivande gården. Namnet bars ursprungligen av Lekvattensjön, där ordet lek troligen syftar på vattnets rörelse.

## Lekvattnetaffären
24 februari 1943 nödlandade ett tyskt militärflygplan i Lekvattnet. Den 17-årige hemvärnsmannen Nikolaus Andersson tog de tyskar som varit ombord på planet, 19 soldater och en sjuksköterska, till fånga genom att hota med gevär. När ett beredskapsförband tagit över blev tyskarna behandlade snarare som gäster än som främmande militärmakt, med undfägnad och boende på hotell med dans och senare transport över gränsen till Norge.
Planet var föranmält kurirflyg från Finland till Oslo. Det hade enligt avtal inte rätt att bära vapen men planet visade sig bära två kulsprutor och de ombordvarande var beväpnade. Sedan både själva flygtrafiken och hur de tyska militärerna behandlats skapat pressdebatt lovade försvarsminister Per Edvin Sköld efter interpellation av riksdagsmannen Emil Olovson att det tyska kurirflyget över Sverige skulle kontrolleras hårdare. Den unge hemvärnsmannen blev belönad med medalj och de svenska officerare som handlagt saken ställdes inför krigsrätt men frikändes.